# 비처럼 음악처럼 (1992년 영화)
《비처럼 음악처럼》은 1992년에 개봉한 대한민국 영화다.

## 캐스팅
- 김형철 : 김현식 역
- 심혜진 : 인경 역
- 독고영재 : 김사장 역
- 조상구 : 재훈 역
- 정낙희  :현식부인 역
- 맹지열 : 꺽다리 역
- 이기쁨 : 완제 역
- 최우석 : 어린 완제 역
- 지붕위의 남자들
- 봄여름가을겨울
- 신촌 블루스
- 엄도일 : 윤준호 역
- 김의상 : 밤무대가수 역
- 전영하 : 삐끼 역
- 전갑례 : 현식장모 역
- 권리미 : 재훈부인 역
- 이예림 : 재훈딸 역
- 김미혜 : 후배여가수 역
- 강승완 : 밤무대지배인 역
- 박홍권 : 밤무대부지배인 역
- 이경미 : 밤무대여가수 역
- 최문석 : 밤무대D.J. 역
- 이상민 : 밤무대드럼맨 역
- 서주한 : 밤무대기타맨 역
- 강성구 : 밤무대포카판 역
- 최웅수 : 의사 역
- 양권모 : 녹음기사 1 역
- 연태완 : 녹음기사 21 역
- 일우 : 녹음기사 3 역
- 박은경 : 녹음실가수 역
- 정상훈 : 녹음실가수 역
- 천규정 : 피자가게주방장 역
- 전상윤 : 교도소출감자 역